# Estiven Vélez
Estiven Vélez (Medellín, Antioquia, Colombia, 9 de febrero de 1982) es un exfutbolista colombiano.

## Trayectoria

### Atlético Nacional
Llegó al nacional procedente del Deportivo Pereira en el año 2007 y se mantendría hasta el 2009.
Disputó 106 partidos ( 80 por Liga, 6 por Copa Libertadores, 3 por Copa Sudamericana y 17 por Copa Colombia) en los que convirtió 3 goles. Por recomendación de Carmelo Valencia llega al Ulsan Hyundai a inicios del 2010.

### Ulsan Hyundai
Después de tres temporadas defendiendo desde el medio campo los intereses del Ulsan Hyundai de la K-League en Corea del Sur sale del equipo.

### Vissel Kobe
Estiven Vélez continuó desarrollando su vida futbolística en el continente asiático, esta vez en el equipo Vissel Kobe de la liga J. League Division 2 de fútbol en Japón.
El 7 de diciembre de 2015 se confirmaría que era jugador libre para el 2016 ya que no le renovaron contrato.

Decide retirarse del fútbol profesional el 14 de diciembre a los 33 años de edad.

## Clubes
| Club                | País                | Año                 | Partidos | Goles |
| ------------------- | ------------------- | ------------------- | -------- | ----- |
| Deportes Quindío    | Colombia            | 2004                | 18       | 0     |
| Deportivo Pereira   | Colombia            | 2005 - 2006         | 43       | 0     |
| Atlético Nacional   | Colombia            | 2007 - 2009         | 106      | 3     |
| Ulsan Hyundai       | Corea del Sur       | 2010 - 2012         | 121      | 2     |
| Vissel Kobe         | Japón               | 2013                | 28       | 0     |
| Jeju United         | Corea del Sur       | 2014                | 12       | 0     |
| Tokushima Vortis    | Japón               | 2014 - 2015         | 45       | 2     |
| Total en su carrera | Total en su carrera | Total en su carrera | 373      | 7     |

## Palmarés

### Campeonatos nacionales
| Título            | Club              | País     | Año     |
| ----------------- | ----------------- | -------- | ------- |
| Finalización 2007 | Atlético Nacional | Colombia | 2007-II |

### Copas internacionales
| Título                      | Club          | País          | Año  |
| --------------------------- | ------------- | ------------- | ---- |
| Liga de Campeones de la AFC | Ulsan Hyundai | Corea del Sur | 2012 |